# أرابيلا فيلد
أرابيلا فيلد (بالإنجليزية: Arabella Field)‏ هي ممثلة أمريكية، ولدت في 5 فبراير 1965 بنيويورك في الولايات المتحدة. من الجوائز التي نالتها جائزة المسرح العالمي سنة 1994.

## أعمال

### أفلام
- (1997) دانتيز بيك[2]
- (1998) غودزيلا
- (2009) رجل ورق

### مسلسلات
- جاغ
- عالم آخر
- هاوس

## جوائز
- جائزة المسرح العالمي (1994)

## وصلات خارجية
- أرابيلا فيلد على موقع IMDb (الإنجليزية)
- أرابيلا فيلد على موقع ألو سيني (الفرنسية)
- أرابيلا فيلد على موقع أول موفي (الإنجليزية)
- أرابيلا فيلد على موقع قاعدة بيانات برودواي على الإنترنت (الإنجليزية)
- أرابيلا فيلد على موقع قاعدة بيانات الأفلام السويدية (السويدية)
- أرابيلا فيلد على موقع قاعدة بيانات الفيلم (الإنجليزية)
- أرابيلا فيلد على موقع كينوبويسك (الروسية)